# Kameleonten (TV-serie)
För andra betydelser, se Kameleonten (olika betydelser).
Kameleonten (originaltitel The Pretender) är en amerikansk TV-serie från 1996, skapad av Steven Long Mitchell och Craig W. Van Sickle som sändes i USA på kanalen NBC mellan 1996 och 2000. I Sverige visades serien av Kanal 5 och repriserades på TV6. Två filmer som tar vid där serien slutade har spelats in.

## Handling
Serien handlar om en ung man vid namn Jarod som blev bortrövad från sina föräldrar i tidig ålder och som sedan uppfostras av en organisation under namnet "The Centre", som kan översättas med Centret på svenska. Centret är baserat i den fiktiva staden Blue Cove i Delaware. Centret använder Jarods överintelligens till att träna honom att bli en så kallad "kameleont" (en: Pretender) - någon som kan anta skepnaden av vilket yrke som helst, bli expert inom vilket område som helst, hur avancerat det än är.
När den godhjärtade och omsorgsfulle Jarod upptäcker att Centret sålt de så kallade simuleringarna han utfört åt dem till högstbjudande flyr han. Resande runt i USA under olika identiteter använder han sin begåvning till att hjälpa människor i nöd. Han byter ofta efternamn (hans riktiga är okänt) men han behåller för det mesta sitt förnamn. Jarod hemsöks inte bara av allt lidande han orsakat på grund av simuleringarna som han utförde åt Centret, utan även av Centret själv som vill ha tillbaka sin värdefulla "kameleont".
Miss Parker (dotter till chefen Mr. Parker), Sydney (Jarods mentor) och Broots (ett datorgeni) ingår i Centrets grupp med uppgift att infånga Jarod. Richards Marcus och Harve Presnell agerar överordnande åt gruppen.

## Rollista (i urval)
- Jarod - Michael T. Weiss
- Catherine Elaine Parker - Andrea Parker
- Sydney - Patrick Bauchau
- Broots - Jon Gries

## Säsonger

### Säsong 1
| - 1 - Pilotavsnitt - 2 - Every Picture Tells a Story - 3 - Flyer - 4 - Curious Jarod - 5 - The Paper Clock - 6 - To Serve and Protect - 7 - A Virus Among Us - 8 - Not Even a Mouse - 9 - Mirage - 10 - The Better Part of Valor - 11 - Bomb Squad | - 12 - Prison Story - 13 - Bazooka Jarod - 14 - Ranger Jarod - 15 - Jaroldo! - 16 - Under the Reds - 17 - Keys - 18 - Unhappy Landings - 19 - Jarod's Honor - 20 - Baby Love - 21 - Dragon House: Del 1 - 22 - Dragon House: Del 2 |

### Säsong 2
| - 1 - Back from the Dead Again - 2 - Scott Free - 3 - Over the Edge - 4 - Exposed - 5 - Nip and Tuck - 6 - Past Sim - 7 - Collateral Damage - 8 - Hazards - 9 - F/X - 10 - Indy Show - 11 - Gigolo Jarod | - 12 - Toy Surprise - 13 - A Stand-Up Guy - 14 - Amnesia - 15 - Bulletproof - 16 - Silence - 17 - Crash - 18 - Stolen - 19 - Red Rock Jarod - 20 - Bank - 21 - Bloodlines: Del 1 - 22 - Bloodlines: Del 2 |

### Säsong 3
| - 1 - Crazy - 2 - Hope & Prey - 3 - Once in a Blue Moon - 4 - Someone to Trust - 5 - Betrayal - 6 - Parole - 7 - Homefront - 8 - Flesh & Blood - 9 - Murder 101 - 10 - Mr. Lee - 11 - The Assassin | - 12 - Unsinkable - 13 - Pool - 14 - At the Hour of Our Death - 15 - Countdown - 16 - PTB - 17 - Ties That Bind - 18 - Wake Up - 19 - End Game - 20 - Qallupilluit - 21 - Donoterase: Del 1 - 22 - Donoterase: Del 2 |

### Säsong 4
| - 1 - The World's Changing - 2 - Survival - 3 - Angel's Flight - 4 - Risque Business - 5 - Road Trip - 6 - Extreme - 7 - Wild Child - 8 - Rules of Engagement - 9 - 'Til Death Do Us Part - 10 - Spin Doctor | - 11 - Cold Dick - 12 - Lifeline - 13 - Ghosts from the Past - 14 - The Agent of Year Zero - 15 - Junk - 16 - School Daze - 17 - Meltdown - 18 - Corn Man - 19 - The Inner Sense: Del 1 - 20 - The Inner Sense: Del 2 |